# Гриди, Шимон
Шимон Гриди (ивр. שמעון גרידי‎; род. 1 декабря 1912, Дамар, Йемен — 16 января 2003, Израиль) — израильский политический, государственный и общественный деятель, депутат Кнессета 2-го созыва от Ассоциации йеменских евреев в Израиле

## Биография
Шимон Гриди родился в городе Дамар в Османской империи (в настоящее время Йемен), в еврейской семье.
Репатриировался в Эрец-Исраэль вместе с родитилями в 1920 году. Шимон учился в средней школе в Тель-Авиве, а позже получил степень магистра в области Ближнего Востока и еврейских исследований при Еврейском университете в Иерусалиме. В период с 1932 по 1944 годы работал учителем иврита. Также Гриди вступил в молодёжное движение йеменских евреев «Бней Шалом».
В 1940 году он стал секретарем Центрального комитета ассоциации йеменцев в Израиле, где и работал до 1944 года.
В 1951 году Шимон Гриди возглавил Ассоциацию йемецнев в Израиле, до этого партией руководил Захария Глоска. Захария Глоска являлся единственным депутатом от партии в Кнессете 1-го созыва. Также в 1951 году прошли выборы в Кнессете 2-го созыва, партия возглавляемая Гриди получила один мандат в Кнессете. Спустя месяц после вступления в полномочия Кнессета 2-го созыва Ассоциация йеменцев в Израиле слилась с партией Общие сионисты. На выборах в Кнессет 3-го созыва партия Гриди не прошла избирательный порог набрав всего 0,3 процентов голосов, вместо требуемого для прохождения в Кнессет 1 процента
Однако, 29 июня 1955 года Гриди и его партия вышли из состава партии Общие сионисты, Кнессет так и не признал этот шаг.
Шимон Гриди писал статьи и публиковал их в газете «Гаарец». Также Шимон Гриди является автором нескольких книг связанных с йеменским еврейством. Гриди выступал за сохранение и распространение традиций Мизрахи (восточных евреев), участвовал в организации репатриации йеменских евреев в Израиль (операция «Ковёр-Самолет»).
Гриди умер в 2003 году.

## Должности в комиссиях

### Кнессет 2-го созыва
- Член комиссии по труду
- Член комиссии Кнессета
- Член комиссии по образованию и культуре

## Книги
«Обычаи йеменских евреев» под редакцией А. Бен-Якова